# Благодатное (Волчанский район)
Благода́тное (укр. Благодатне) — село в Ивановском сельсовете Волчанского района Харьковской области Украины. Население по переписи 2001 г. составляло 179 (76/103 м/ж) человек. В селе 60 дворов.

## Географическое положение
Село Благодатное находится на реке Плотва (в основном на левом берегу). Выше по течению примыкает село Нефедовка (Великобурлукский район), ниже — село Василевка. Село пересекает балка Волхов Яр, по которой протекает ручей c большой запрудой (30 га).

## История
Основано в 1750 году как село Малая Волоховка. В 1802 году переименовано в Благодатное. В 1863 году в селе открылась Благовещенская церковь.

## Экономика
- В селе есть молочно-товарная ферма.

## Объекты социальной сферы
- Школа.
- Клуб.
- Фельдшерско-акушерский пункт.